# Baldwin Lonsdale
Pour les articles homonymes, voir Lonsdale.
Baldwin Lonsdale, né le 5 août 1948 à Motalava et mort le 17 juin 2017 à Port-Vila, est un prêtre anglican et homme d'État vanuatais.
Il est président de la république de Vanuatu du 22 septembre 2014 jusqu'à sa mort.

## Biographie
Originaire de l'île de Motalava dans l'actuelle province de Torba, Baldwin Lonsdale effectue des études de théologie au St John’s College à Auckland, puis au Bishop Patteson Theological College à Kohimarama aux îles Salomon. Il travaille dans le service public colonial aux Nouvelles-Hébrides (l'actuel Vanuatu) de 1968 à 1972.
Il est le secrétaire général de sa province natale avant d'être élu président de la République, fonction purement cérémonielle, par un corps électoral composé des députés du Parlement national ainsi que des présidents des provinces. Il succède à Iolu Abil.

### Président de la République
Le gouvernement du Premier ministre Sato Kilman, en place depuis juin 2015, est rapidement fragilisé par des soupçons de corruption. Le vice-Premier ministre, Moana Carcasses Kalosil, est accusé par la justice d'avoir soudoyé des députés pour renverser le Premier ministre précédent, Joe Natuman. Carcasses est reconnu coupable de corruption, aux côtés de treize autres députés de la majorité parlementaire, le 9 octobre. Parmi les députés reconnus coupables se trouvent cinq autres ministres (dont le ministre des Affaires étrangères Serge Vohor), et le président du Parlement, Marcellino Pipite. Pipite, exerçant la présidence de la République pendant que Baldwin Lonsdale est à l'étranger, se gracie immédiatement lui-même, ainsi que ses treize collègues. De retour au Vanuatu quelques heures plus tard, Baldwin Lonsdale réagit avec colère, s'interroge publiquement sur la légalité de l'acte de Pipite, et promet de « nettoyer » la situation pour lutter contre la corruption et s'assurer que personne ne soit au-dessus des lois. Le 16 octobre, alors que Kilman conserve le silence, Baldwin Lonsdale annule la grâce accordée aux quatorze députés, pour motif constitutionnel (le droit de grâce ne porte que sur l'application d'une peine, et non sur une condamnation en soi). Les ministres Paul Telukluk, Tony Nari, Thomas Laken et Tony Wright, ainsi que Marcellino Pipite et six députés d'arrière-ban sont immédiatement arrêtés pour conspiration à pervertir le cours de la justice (pour avoir orchestré cet usage illégal du droit de grâce). Les ministres arrêtés sont limogés par Kilman.
Ces quatorze députés étant par la suite condamnés pour corruption et perdant ainsi leurs sièges, Baldwin Lonsdale demande à Kilman de former un gouvernement d'union nationale avec les députés d'opposition. Face au refus du Premier ministre, Baldwin Lonsdale dissout le Parlement le 24 novembre et annonce des élections anticipées.
Baldwin Lonsdale décède subitement d'une crise cardiaque le 17 juin 2017 à Port-Vila, à l'âge de 67 ans.